# Northern Dancer
Northern Dancer (27 maggio 1961 - 16 novembre 1990) è stato un cavallo di razza purosangue inglese, campione di galoppo.
Figlio di Nearctic, era il nipote del campione italiano Nearco. 
È morto il 16 novembre 1990. Nella sua carriera di corridore, ha guadagnato 580,806 dollari. 
Nel 1963, ha vinto il Kentucky Derby e il Prekness Stakes.
È diventato padre di più 635 puledri, tra cui 488 sono diventati campioni ed hanno avuto discendenza (i più celebri sono stati Secretariat come corridore e  Sadler's Wells come riproduttore), tanto che per 4 anni (1970, 1977, 1983 e 1984) Northern Dancer è risultato al top della Lista degli stalloni in Inghilterra ed Irlanda i cui discendenti avevano vinto il maggior totale di premi nell'anno.